# 列吉纳·托多连科
列吉纳·佩特里夫纳·托多连科（烏克蘭語：Регіна Петрівна Тодоренко，1990年6月14日—），乌克兰歌手，在敖德薩出生。
2014年1月起，托多连科成为"Oryol & Reshka"項目的新主持人。
2015年托多连科录制了她的第一首歌"Heart's Beating"，並拍攝該曲的录像。她在这一年成为俄罗斯秀"The Voice"的成员。